# Сокирники
Сокирники — кримінальні або напівкримінальні мілітаризовані угруповання, що складалися як з представників місцевого населення, так і з військовополонених-утікачів, які збиралися стихійно для грабунків переважно польського населення на Волині у 1942—1944 роках.

## Документальні свідчення

### Донесення радянських партизанів
У донесеннях командирів Чернігівсько-Волинського партизанського з'єднання О. Ф. Федорова та В. М. Дружиніна від 20 липня 1943 року йдеться:

| «За даними, якими ми володіємо, відомо, що крім «бандерівців», «бульбівців» і «мельниківців» в областях Західної України існують «зеленівці» та «сокирники», які є ніби різновидом українських націоналістів, існують і діють організованими групами. «Зеленівці» виникли ще при радянській владі з соціально чужих елементів, осіб, що не бажали служити в Червоній армії, які до війни були базою для німецького шпіонажу. До окупації німцями Західної України їх завданням було: знищення партійного і радянського активу, колгоспників, євреїв. Після, коли німці застосували терор до населення, який значно зачепив і сім'ї «зеленівців», останні частково перейшли на службу в поліцію, частково в основні кадри націоналістів і частина з них продовжує існувати невеликими бандитськими групами. Назву «зеленівці» взято від умов існування у лісі. «Сокирники» виникли в кінці 1942 року як групи незначні, існують головним чином в районі села Золоте і Степанча Грутська, з куркулів. Їх практична діяльність – грабіж і вбивства мирного населення, головним чином поляків. Назва сокирники пов'язана з їх методами вбивства – сокирами. Ця кличка дана їм населенням. Обидві групи тісно пов'язані з українськими націоналістами і ведуть боротьбу з партизанами і німцями.» |
(ЦДАГОУ, Ф.62, оп.1, с. 247, арк. 59)

### Донесення ОУН
Також згадки про «сокирників» трапляються у повідомленнях боївок ОУН(б), зокрема за травень 1943 року: 

| «Поляки покидають села і тікають до міст, бо кажуть, що їх «хлопци-сєкернікі ромбайом» («хлопці-сокирники рубають»). Коли німці стараються їх вивозити до Німеччини, вони знову втікають у терен, творять більші скупчення і там укріплюються. Подекуди дали їм німці захист. Тому що поляки провокують і доносять, населення чує до них велику ненависть. Люди кажуть, що коли б не доноси поляків, німці не зуміли б нас тероризувати» |.

## Політичні переконання
Сокирники могли примикати до ідеологічних мілітарних угрупувань, як то УПА або радянські партизани. Проте головною їх метою було збагачення за рахунок грабунків. Про свою діяльність «сокирники» нікому не звітували, тому документальних підтверджень їхньої діяльності майже не лишилось.
Деякі дослідники національно-визвольних змагань на Волині припускають, що радянські спецслужби після окупації Західної України у 1944 році, використовували банди «сокирників» у злочинах проти мирного населення під виглядом «бандерівців». Але підтвердити, чи спростувати документально, це не можливо, доки не будуть розсекречені матеріали по оперативній роботі МДБ-НКВС на Волині в той період.

## Пропаганда
З часом радянська і польська шовіністична пропаганда почала «сокирниками» називати українських націоналістів, зокрема «бандерівців», приписуючи підрозділам УПА всі вбивства на Волині, з використанням сокир та інших сільськогосподарських знарядь.